# Санті (Південна Кароліна)
Санті (англ. Santee) — місто (англ. town) в США, в окрузі Оранджберг штату Південна Кароліна. Населення — 797 осіб (2020).

## Географія
Санті розташоване за координатами 33°29′12″ пн. ш. 80°29′21″ зх. д. / 33.48667° пн. ш. 80.48917° зх. д. (33.486553, -80.489239).  За даними Бюро перепису населення США в 2010 році місто мало площу 5,49 км², з яких 5,47 км² — суходіл та 0,02 км² — водойми.

## Демографія
Згідно з переписом 2010 року, у місті мешкала 961 особа в 425 домогосподарствах у складі 254 родин. Густота населення становила 175 осіб/км².  Було 514 помешкання (94/км²).
Расовий склад населення:
| - 65,9 % — чорних або афроамериканців - 27,4 % — білих - 2,7 % — азіатів - 2,0 % — осіб інших рас |

До двох чи більше рас належало 2,1 %. Частка іспаномовних становила 3,3 % від усіх жителів.
За віковим діапазоном населення розподілялося таким чином: 22,1 % — особи молодші 18 років, 52,0 % — особи у віці 18—64 років, 25,9 % — особи у віці 65 років та старші. Медіана віку мешканця становила 44,1 року. На 100 осіб жіночої статі у місті припадало 77,3 чоловіків;  на 100 жінок у віці від 18 років та старших — 74,6 чоловіків також старших 18 років.
Середній дохід на одне домашнє господарство  становив 41 550 доларів США (медіана — 33 036), а середній дохід на одну сім'ю — 46 003 долари (медіана — 35 625). За межею бідності перебувало 29,8 % осіб, у тому числі 39,7 % дітей у віці до 18 років та 32,2 % осіб у віці 65 років та старших.
Цивільне працевлаштоване населення становило 373 особи. Основні галузі зайнятості: мистецтво, розваги та відпочинок — 23,3 %, освіта, охорона здоров'я та соціальна допомога — 22,0 %, роздрібна торгівля — 18,2 %.